# Pareumenes obtusus
Pareumenes obtusus är en stekelart som beskrevs av Liu 1941. Pareumenes obtusus ingår i släktet Pareumenes och familjen Eumenidae. Inga underarter finns listade i Catalogue of Life.